# 26238 Elduval
26238 Elduval (tên chỉ định: 1998 QE32) là một tiểu hành tinh vành đai chính. Nó được phát hiện bởi dự án Nghiên cứu tiểu hành tinh gần Trái Đất Lincoln ở Socorro, New Mexico, ngày 17 tháng 8 năm 1998. Nó được đặt theo tên Elizabeth Duval, an American educator ở Silver Spring, Maryland.